# Mario Medina Balam
Mario Medina Balam (* 19. Januar 1963 in Abalá, Yucatán) ist ein mexikanischer römisch-katholischer Geistlicher und Weihbischof in Yucatán.

## Leben
Mario Medina Balam studierte am Priesterseminar des Erzbistums Yucatán, für das er am 17. Juni 1987 das Sakrament der Priesterweihe empfing.
Neben verschiedenen Aufgaben in der Pfarrseelsorge studierte er an der Universidad Pontificia de México Moraltheologie und Kanonisches Recht. Anschließend wurde er an der Saint Paul University in Kanada in kanonischem Recht promoviert. Ab 2002 lehrte er kanonisches Recht an der Universidad Pontificia de México. Von 2007 bis 2010 war er Richter am Kirchengericht und seither Offizial des Erzbistums Yucatán.
Papst Franziskus ernannte ihn am 11. Februar 2023 zum Titularbischof von Pupiana und zum Weihbischof in Yucatán. Die Bischofsweihe empfing er am 14. April desselben Jahres im Salón Chichén Itzá des Kongresszentrums Sixgl XXI in Mérida.